# Acroteriobatus
Acroteriobatus is een geslacht uit de familie van de vioolroggen (Rhinobatidae). De soorten uit dit geslacht werden in het verleden tot het geslacht Rhinobatos gerekend. 

## Lijst van soorten[1]
- Acroteriobatus andysabini Weigmann, Ebert & Séret, 2021[2]
- Acroteriobatus annulatus Müller & Henle, 1841
- Acroteriobatus blochii Müller & Henle, 1841
- Acroteriobatus leucospilus Norman, 1926
- Acroteriobatus ocellatus Norman, 1926
- Acroteriobatus omanensis Last, Henderson & Naylor, 2016
- Acroteriobatus salalah Randall & Compagno, 1995
- Acroteriobatus stehmanni Weigmann, Ebert & Séret, 2021[2]
- Acroteriobatus variegatus Nair & Lal Mohan, 1973
- Acroteriobatus zanzibarensis Norman, 1926